# Bilbao metróállomás
Bilbao metróállomás Spanyolország fővárosában, Madridban a madridi metró 1-es és 4-es vonalán.

## Metróvonalak
Az állomást az alábbi metróvonalak érintik:
- 1-es metróvonal
- 4-es metróvonal

## Kapcsolódó állomások
A metróállomáshoz az alábbi állomások vannak a legközelebb:
- Iglesia (Pinar de Chamartín, 1-es metróvonal)
- Alonso Martínez (Pinar de Chamartín, 4-es metróvonal)
- Tribunal (Valdecarros, 1-es metróvonal)
- San Bernardo (Argüelles, 4-es metróvonal)